# Fristads församling (före 1992)
Fristads församling var en församling i Ås kontrakt i Skara stift. Församlingen uppgick 1992 i Fristad-Gingri församling.

## Administrativ historik
Församlingen hade medeltida ursprung. År 1574 införlivades Längjums församling. 
Församlingen var till 24 januari 1628 moderförsamling i pastoratet Fristad, Torpa, Borgstena och Gingri som till 1574 även omfattade Längjums församling och från 1622 Borås församling. Från 1628 till 1962 var den moderförsamling i pastoratet Fristad, Borgstena och Gingri med undantag av perioden mellan 1628 och 1672 samt 1689 och 1860 då församlingen var annexförsamling i pastoratet Borås, Brämhult, Torpa, Fristad, Borgstena och Gingri. Från 1962 till 1992 , var församlingen moderförsamling i pastoratet Fristad, Borgstena, Gingri, Tärby, Tämta och Vänga. Församlingen uppgick 1992 i Fristad-Gingri församling och återbildades 2010 som "ny" Fristads församling med större omfattning än denna.

## Organister
| Period    | Namn       | Levnadstid | Övrigt   |
| --------- | ---------- | ---------- | -------- |
| 1853-1887 | Per Widell | 1807-1893  | Organist |

## Kyrkor
- Fristads kyrka